# أمجد قورشة
أمجد ميرزا قورشة (ولد في 1967) داعية إسلامي أردني، وأستاذ في كلية الشريعة في الجامعة الأردنية. درَسَ وتخصص في مقارنة الأديان والعلاقات الغربية الإسلامية وتخرج من جامعة برمنغهام ببريطانيا. اشتهر في بداية الربيع العربي بحملته الإصلاحية ضد الفساد في الأردن. وله برامج تلفزيونية وإذاعية عديدة، حققت له شُهرة في الأردن وباقي الوطن العربي.

## تعليمه
حصل على شهاده الدكتوراه (حول دستور الأخلاق القرآني مقابل الفلسفة الأخلاقية لدى بعض الديانات الأخرى والمسيحية خاصة من منظور عالمي)
عنوان الرسالة: A Muslim's Perspective Towards Hans Kung's Concept of Global Ethic، أما الماجستير ففي تفسير القرآن الكريم، من كلية الشريعة، الجامعة الأردنية وكان موضوع الرسالة (إعجاز لغة القرآن الكريم)، وبعنوان «دلالة إلى والباء واللام في القرآن الكريم بين المفسرين والنحويين والبلاغيين والأصوليين».
البكالوريوس: أصول الدين، كلية الشريعة، الجامعة الأردنية.
الثانوية العامة: مدرسة شكري شعشاعة الثانوية، جبل عمان

## العمل الإعلامي - الإذاعي والتلفزيوني

### على التلفزيون
●«راحة القلوب» التلفزيون الأردني/ في رمضان فقط كل يوم الساعة 5:15 بتوقيت الأردن
●«جدد حياتك» التلفزيون الأردني.
● «أهلاً شباب» على قناة الرسالة الفضائية.
شارك في أكثر من موسم من برنامج سواعد الإخاء على قناة فور شباب وعدة قنوات فضائية

### على الراديو
●إيدي بإيدك / على الهواء لرمضان 2008/ إذاعة حياة FM 104,7
●حتى يغيروا ما بأنفسهم / إذاعة حياة FM 104,7
●الكلمة الطيبة / إذاعة حياة FM 104,7
●راحة القلوب / إذاعة حياة FM 104,7
●قضايا الشباب من منظور إسلامي/ الإذاعة الأردنية (13 حلقة)
●البيت السعيد / الإذاعة الأردنية (25 حلقة)
سافر وزار أكثر من 110 مدن في العالم وحاضر ودرس وخطب وشرح عن الإسلام باللغتين العربية والإنجليزية في عدة دول في العالم مثل بريطانيا وألمانيا والولايات المتحدة وكندا وهنغاريا والصين وهونغ كونغ وأستراليا.

## الحياة الخاصة
متزوج ولديه أربع بنات وولد (بيان، لين، جود، جمان وجواد).